# 阿闍梨
阿闍梨（あじゃり、あざり、梵: ācārya、巴: ācariya、蔵: slob dpon）とは、「先生」の意味。阿舎梨・阿闍梨耶とも音写。軌範師（）と漢訳する。

## 概要
ヴェーダの宗教ではヴェーダにおける規範を伝授する指導者を意味していて、これが仏教においても転用されるようになった。部派仏教においては修行僧たちの規律を指導し教義を伝授する高僧を阿闍梨といい、教団によって種類は異なるが、指導内容ごとに複数の阿闍梨がいた。四分律には、出家・受戒・教授・受経・依止の五種類の阿闍梨が説かれている。
南伝の上座部仏教や、北伝の大乗仏教をはじめ、中世の日本密教や、現在のチベット密教では衆僧の模範となるべき特別な資格を有する高位の僧侶の称号であり、日本では主に真言宗と天台宗において、歴史上では天皇の関わる儀式において修法を行う僧に特に与えられた職位であった。

## 密教
現在の日本密教では阿闍梨は職業上の「習得資格」の名称であり、伝統的な仏教上の名称と「四度加行」という行道を一応は踏襲してはいるが、実質的な内容を伴うものではなく、例えば、高野山真言宗では一般の僧侶が持つべき最低限の資格ともされている。いわゆる日本で事相面での教師としての阿闍梨となると、伝法灌頂を終えて各本山に3年ほど残り、その期間を含めて流派や人によるが、最短で約10年ほどで「一流伝授」の資格を得て初めて、弟子にものを教えることのできる伝灯の阿闍梨ということが出来る。高野山真言宗では、高野山の勧学院で行われる勧学会に毎年出仕して修学し終え、特別に選ばれて十数年に一度開壇される学習灌頂を受法すると、最奥の阿闍梨位とされる伝燈大阿闍梨に昇達する。
現代では一定期間の修行を経て「伝法灌頂」を授かった、宗派の認定する資格を有する職業としての僧侶を意味する。従って、現在の真言宗や天台宗では、阿闍梨は普通に密教を学んだ僧侶一般を指し、特別な高僧の称号ではない。

### 阿闍梨の種類
日本で阿闍梨と呼ばれる僧には歴史上以下のものがある。
- 教授阿闍梨（きょうじゅ– ）
法を教授する。
- 伝法阿闍梨（でんぽう– ）
術や経文など法の維持発展に必要な総ての要素である伝法の灌頂を受けた者。
- 大阿闍梨（だい– ）
伝法阿闍梨のうち特に徳の高い者。
- 七高山阿闍梨（しちこうざん– ）
比叡山・伊吹山・愛宕山など、朝廷から特に五穀豊穣を祈る儀式を行う寺社に指定された寺院において、祈願の勅命を得て導師を務める者。
- 一身阿闍梨（いっしん– ）
皇族や摂家の子弟が仏門に入り、貴種のゆえをもって若いうちに阿闍梨の称号を許された者。

### 阿闍梨戒
ここでいう『阿闍梨戒』は三昧耶戒の一つであり、文字通り阿闍梨灌頂の際に授かる、密教を伝授する資格を伴う戒律のことを指す。『大日経』の第二巻・具縁品には、灌頂の導師である阿闍梨は次の「十三種類の徳」を具えていなければならないと説かれている。
1. 菩提心を発し、
2. 妙慧と慈悲とがあり、
3. 諸芸（阿闍梨の五明）を兼ねて統べている。
4. 善巧に般若波羅蜜を実修し、
5. 三乗（声聞乗・大乗・金剛乗の全て）に通達し、
6. よく真言（マントラ）の実義を理解し、
7. 衆生の心を知り、
8. 諸仏・菩薩を信じ、
9. 伝法灌頂を得ていて、妙に（自ら興味をもって）曼荼羅の図像を理解し、
10. その性格は、調柔（柔和）にして、我執を離れ、
11. 真言行において善く決定することを得て、
12. 瑜伽（各種の密教ヨーガや瞑想法）を究習して、
13. 勇健（勇猛で健全）な（勝義の）菩提心に安住すること。

『阿闍梨戒』は、日本密教では今は伝承されていないが、現在の中国密教では、段階的に「準阿闍梨灌頂」と「阿闍梨灌頂」とがあり、後者の「阿闍梨灌頂」において授かる。チベット密教では別尊の大法や、『大幻化網タントラ』をはじめとする主要な五タントラの灌頂の際には、「瓶灌頂」等の後に「阿闍梨灌頂」を挟み、その際に授かる戒律である。また、中国密教では別名を『随従阿闍梨戒』ともいい、チベット密教では、これ以前に必ず「四帰依」の『上師戒』の解説や、『師事法五十頌』を授かることになっている。
『阿闍梨戒』
- 金剛乗（密教）の諸戒律に違反することがあってはならない。
- 身口意の三業をもって、師僧（ツァエラマ：根本ラマ）に供養せよ。
- 密教における「法」の伝統を軽視することがあってはならない。
- 伝法と真言の伝授には、必ず師僧の許可を得ること。
- 師僧が当地を離れた時は、力の限り道場（寺）を守ること。
- 伝法に際しては敬虔であり、名利を求めてはならない。

なお、以上の条項に大きく違反した場合には、密教における阿闍梨の資格を失うことにもなる。

## 阿闍梨から派生した言葉
京都名産の菓子「阿闍梨餅」は、比叡山の千日回峰行の阿闍梨がかぶる網代笠を模したことからこの名がついたとされる。